# 菲米雄
菲米雄（法語：Fumichon，法語發音：[fymiʃɔ̃] ⓘ）是法国卡尔瓦多斯省的一个市镇，属于利雪区。

## 地理
菲米雄（49°10'23"N, 0°22'15"E）面积6.63 平方千米，位于法国诺曼底大区卡爾瓦多斯省，该省份为法国西北部沿海省份，北濒大西洋英吉利海峡，东北与滨海塞纳省以海上边界相接，东临厄尔省，南至奧恩省，西与芒什省接壤。
与菲米雄接壤的市镇（或旧市镇、城区）包括：马罗勒、穆瓦约、乌伊迪乌莱、阿涅尔、皮安库尔。

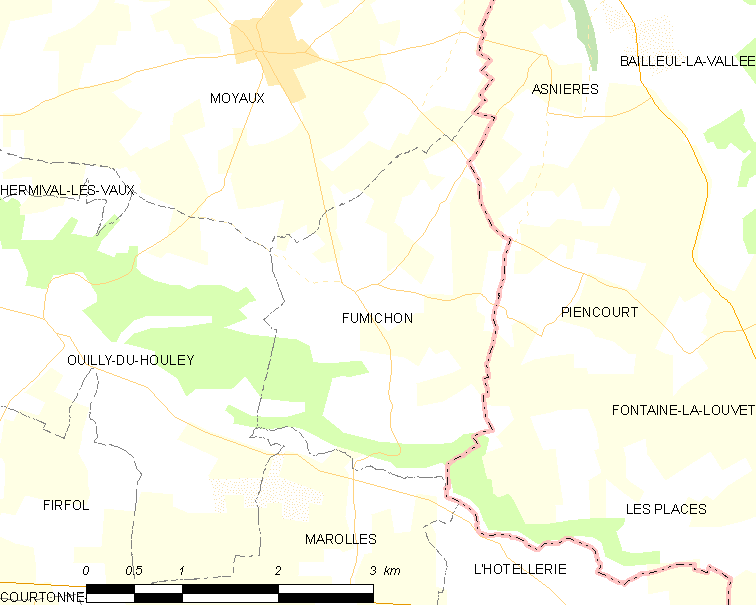
菲米雄的OSM定位图

菲米雄的时区为UTC+01:00、UTC+02:00（夏令时）。

## 行政
菲米雄的邮政编码为14590，INSEE市镇编码为14293。

## 政治
菲米雄所属的省级选区为蓬莱韦克县。

## 人口

1962-2008年间菲米雄人口变化图示

菲米雄于2022年1月1日时的人口数量为268人。